# Garamújfalu
Garamújfalu (szlovákul Nová Dedina, korábban Tekovská Nová Ves) község Szlovákiában, a Nyitrai kerület Lévai járásában. Garamapáti, Garamsolymos és Garamújfalu egyesítésével jött létre a mai település.

## Fekvése
Lévától 9 km-re északkeletre fekszik.

## Története
A régészeti leletek tanúsága szerint már az újkőkorban is éltek itt emberek, a vonaldíszes kerámia népének emlékei kerültek itt elő.
Garamújfalut 1331-ben "Vyfalv" néven említik először, de Garamapáti már 1075-ben szerepel I. Géza király adománylevelében. Garamújfalu ősi nemesi község. 1332-ben "Nova Villa" alakban szerepel a pápai tizedjegyzékben. Gímes várának uradalmához, majd 1367-től (határjárás) Léva várához tartozott. 1381-től a nagyváradi püspökségé, a 18. századtól a Lipthay, Urbanszky és Jeszenszky családoké volt. 1534-ben 25 porta után adózott. 1601-ben 75 házán kívül plébániája, 2 kúriája és kocsmája is volt. 1715-ben Garamapátival együtt szőlőskert, kocsma, két kézműves és 33 adózó háztartás található a faluban. Iskoláját 1746-ban említik először.
1828-ban 68 háza és 457 lakosa volt. 1878-tól posta, 1908-tól jegyzőség működik a községben.
Vályi András szerint "Garam Újfalu. Bars Várm. földes Urai Liptay, és több Uraságok."
Fényes Elek szerint "Ujfalu (Garan), Novejza, Bars m. tót falu, ut. p. Báthoz 1 1/2 mfd. 485 kath., 8 evang. lak. Kat. paroch. templom. Van bora, buzája, jó rétje, erdeje. F. u. többen"
A trianoni békeszerződésig mindhárom település Bars vármegye Lévai járásához tartozott. 1918-tól Hronská Nová Ves volt a hivatalos neve, majd 1928-tól Tekovská Nová Ves alakra változtatták. Garamapáti és Garamújfalu községeket 1960-ban egyesítették, Garamsolymost 1974-ben csatolták hozzá.

## Népessége
| Év:            | 1994. | 2004.   | 2014.   | 2024.   |
| -------------- | ----- | ------- | ------- | ------- |
| Emberek száma: | 1588  | 1540    | 1524    | 1455    |
| Eltérés:       |       | -3,02 % | -1,03 % | -4,52 % |

| Év:            | 2023. | 2024.   |
| -------------- | ----- | ------- |
| Emberek száma: | 1452  | 1455    |
| Eltérés:       |       | +0,20 % |

1880-ban 625 lakosából 470 szlovák és 80 magyar anyanyelvű volt.
1890-ben 663 lakosából 560 szlovák és 93 magyar anyanyelvű volt.
1900-ban 664 lakosából 476 szlovák és 164 magyar anyanyelvű volt.
1910-ben Garamapátinak 216 lakosából 173 szlovák és 31 magyar anyanyelvű, Garamsolymosnak 465 lakosából 455 szlovák és 10 magyar anyanyelvű volt. Garamújfalunak 770 lakosából 638 szlovák és 108 magyar anyanyelvű volt.
1921-ben 776 lakosából 754 csehszlovák és 20 magyar volt.
1930-ban 815 lakosából 809 csehszlovák és 1 magyar volt. Garamapátin 239 csehszlovák és 2 magyar élt.
1970-ben 1150 lakosából 1148 szlovák, 1 német és 1 ismeretlen nemzetiségű volt. Garamsolymoson 664 szlovák és 1 magyar élt.
1980-ban 1713 lakosából 9 magyar és 1701 szlovák volt.
1991-ben 1603 lakosából 7 magyar és 1595 szlovák volt.
2001-ben 1565 lakosából 5 magyar és 1550 szlovák volt.
2011-ben 1554 lakosából 6 magyar, 2-2 ukrán és német, 1520 szlovák és 20 ismeretlen nemzetiségű volt. Ebből 1417 római katolikus, 14 evangélikus, 73 nem vallásos és 35 ismeretlen vallású volt.
2021-ben 1456 lakosából 10 magyar, 1409 szlovák, 1 ruszin, 16 egyéb és 20 ismeretlen nemzetiségű volt.

## Neves személyek
- Lipthay András (1796-1871) választott püspök.
- Itt született 1881-ben Hulják Pál pedagógus, múzeumigazgató.
- Itt hunyt el 1890-ben Munkay János római katolikus plébános és tiszteletbeli kanonok.
- Itt szolgált Bokross János Miksa (?–1837) katolikus pap.
- Itt szolgált Szecsányi Gyula (1851-1923) udvardi esperes, plébános, tanfelügyelő.
- Itt élt Koroda Pál (1858-1933) író, költő, jogász, postatisztviselő, publicista, történész, földbirtokos.

## Nevezetességei
- Garamújfalu Szent Pál megtérése tiszteletére szentelt római katolikus temploma 1752-ben épült.
- Garamsolymos Szent Kereszt Felmagasztalása tiszteletére szentelt római katolikus temploma 2000-ben épült. Alapkövét II. János Pál pápa szentelte fel 1995. július 1-jén, szlovákiai látogatásakor.
- Szent Cirill és Metód kápolna.
- Szent Orbán kápolna.
- Szent József kápolna a garamsolymosi temetőben.
- Hétfájdalmú Szűzanya kápolna.
- Garamapáti határában található Bálvány, egykori település.[6]

## Külső hivatkozások
- Hivatalos oldal
- Községinfó
- Garamújfalu Szlovákia térképén
- Travelatlas.sk
- Garamújfalu a Barsi régió honlapján
- A garamújfalui katolikus iskola honlapja Archiválva 2005. március 16-i dátummal a Wayback Machine-ben
- E-obce.sk